# اودسا، میشیگان
اودسا (به انگلیسی: Odessa Township) یک منطقهٔ مسکونی در ایالات متحده آمریکا است که در شهرستان آیونیا، میشیگان واقع شده‌است.
 اودسا ۹۳٫۸ کیلومتر مربع مساحت و ۴٬۰۳۶ نفر جمعیت دارد و ۲۶۲ متر بالاتر از سطح دریا واقع شده‌است.